# 가톨릭인민당 (폴란드)
가톨릭인민당(폴란드어: Stronnictwo Katolicko-Ludowe 스트로니츠트보 카톨리츠코-루도바[*])은 폴란드의 기독교 민주주의 정당이다. 1919년 총선에 출마해 18석을 흭득하였고, 1922년 총선에는 폴란드 센터의 일원이었다.